# Abisara tantalus
Abisara tantalus är en fjärilsart som beskrevs av Doubleday 1847. Abisara tantalus ingår i släktet Abisara och familjen Riodinidae. Inga underarter finns listade i Catalogue of Life.

## Bildgalleri

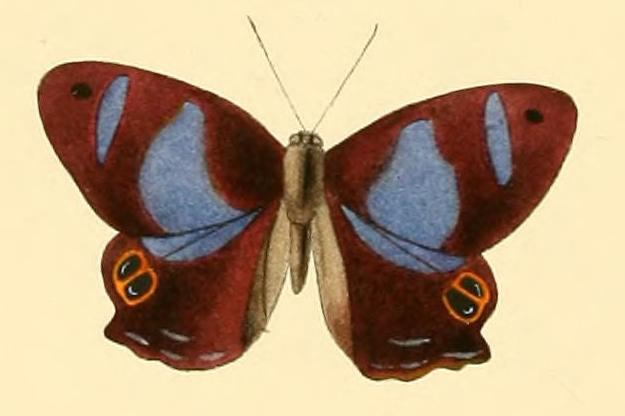
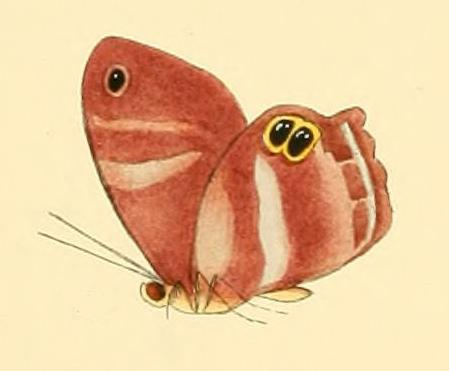
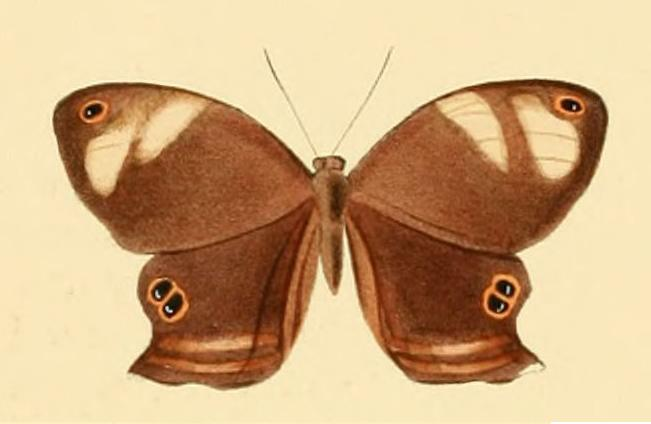
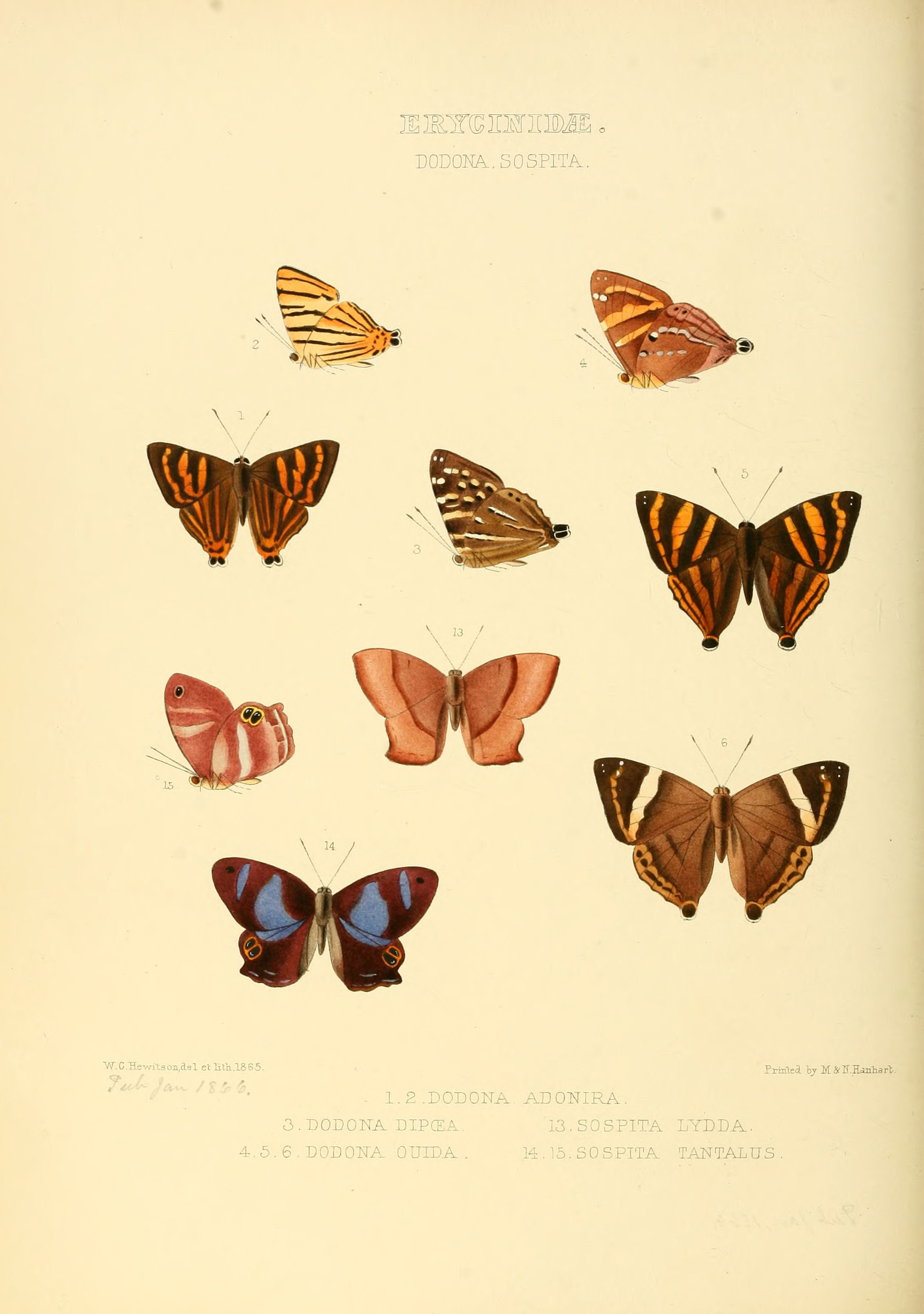
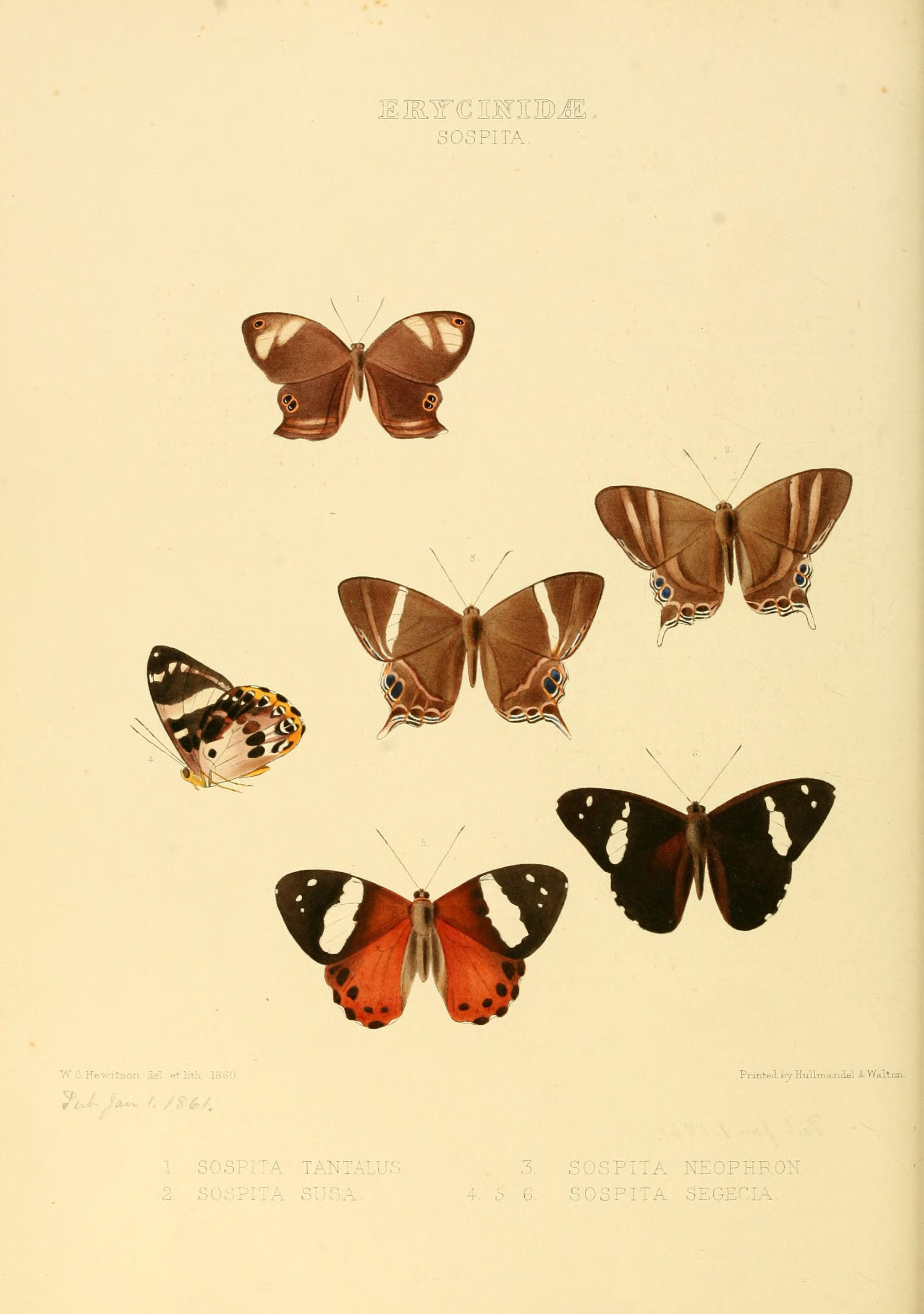